# Općina Križevci
Općina Križevci (slo.:Občina Križevci) je općina u sjeveroistočnoj Sloveniji u pokrajini Štajerskoj i statističkoj regiji Pomurje. Središte općine je naselje Križevci pri Ljutomeru s 491 stanovnikom.

## Zemljopis
Općina Križevci nalazi se u sjeveroistočnom dijelu Slovenije. 
Područje općine se nalazi u dolini rijeke Mure, podno Slovenskih gorica.
U općini vlada umjereno kontinentalna klima.
Najznačajniji vodotok u općini je rijeka Mura, koja je sjeverna granica. Ostali vodotoci su mali i njeni su pritoci.

## Naselja u općini
Berkovci, Berkovski Prelogi, Boreci, Bučečovci, Dobrava, Gajševci, Grabe pri Ljutomeru, Iljaševci, Ključarovci pri Ljutomeru, Kokoriči, Križevci pri Ljutomeru, Logarovci, Lukavci, Stara Nova vas, Vučja vas, Zasadi

## Vanjske poveznice
- Službena stranica općine